# Raymond Sabouraud

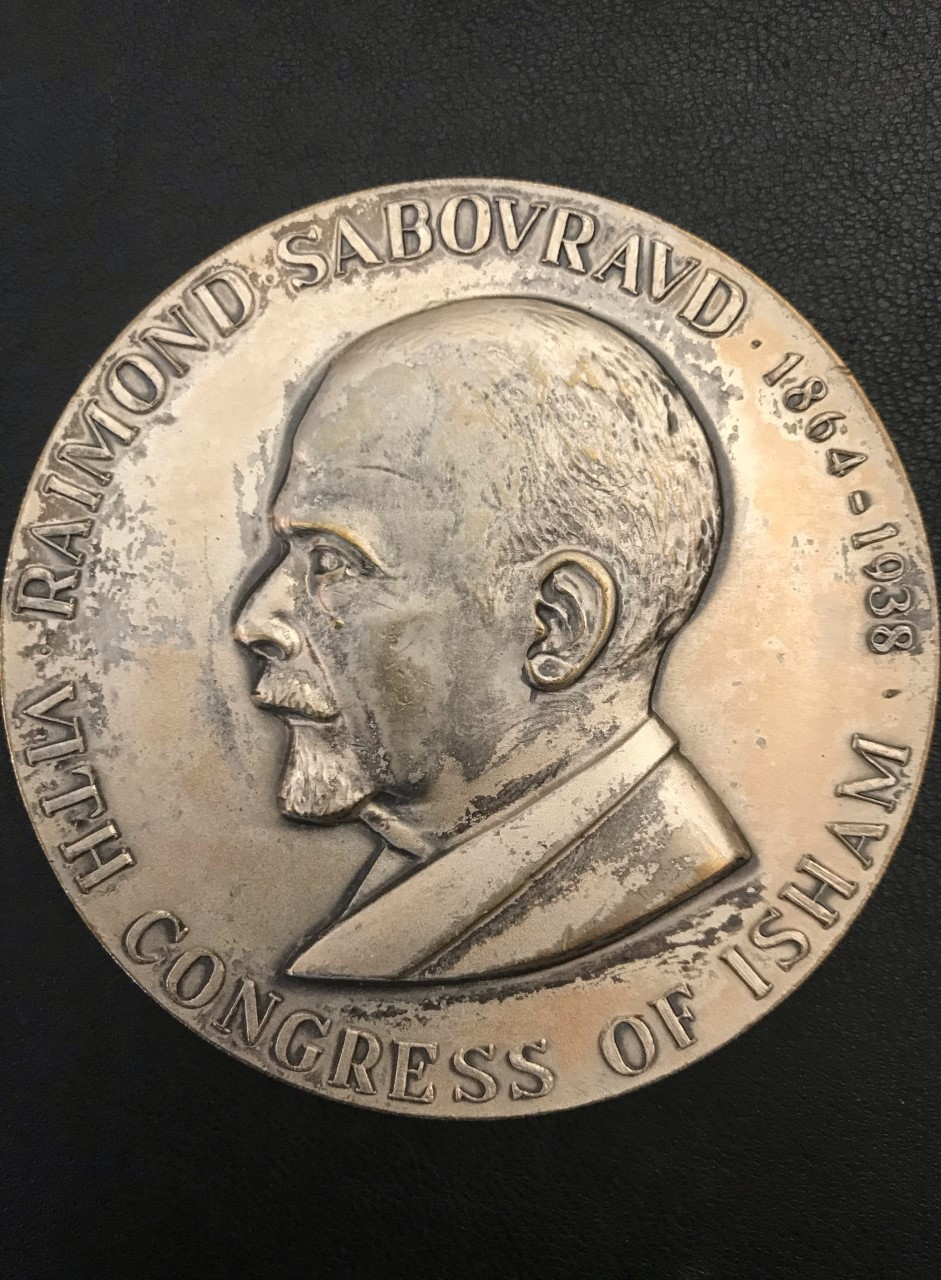
Medal wybity na cześć Sabourauda na kongresie ISHAM w 1975 r. w Tokio

Raymond Sabouraud (ur. 24 listopada 1864 w Nantes, zm. 4 lutego 1938) – francuski lekarz specjalizujący się w dermatologii i mykologii medycznej. Był także znakomitym malarzem i rzeźbiarzem.
Był synem malarza. Ukończył studia medyczne w Paryżu. Jako lekarz stażysta pracował w szpitalach Saint-Louis i Assistance Publique–Hôpitaux de Paris w Paryżu. Następnie studiował bakteriologię w Instytucie Pasteura. W 1894 r. otrzymał doktorat, a później pełnił funkcję szefa laboratorium w szpitalu Saint-Louis. W 1904 r. Sabouraud wprowadził leczenie radiologiczne przeciwko grzybicy skóry głowy. Był dobrze znany ze swojej wiedzy na temat chorób skóry głowy i miał klinikę, która przyciągała pacjentów z całego świata. Wynalazł metodę selekcji grzybów na podłożu o niskim pH i dość wysokim stężeniu cukru. Po kilku latach badań opisał 50 gatunków grzybów powodujących choroby skóry i opracował podłoże hodowlane do hodowli i obserwacji tych grzybów (zostało później nazwane agarem Saborauda).
Sabouraud opracował także aparat rentgenowski, który może być używany do usuwania włosów z dotkniętych obszarów skóry. To znacznie skróciło czas leczenia. Opracował również technikę monitorowania ilości dostarczanego promieniowania. Umożliwiło to jego bezpieczne zastosowanie do depilacji w leczeniu grzybicy skóry głowy.
Oprócz tego, że był znanym na całym świecie mykologiem medycznym, Sabouraud był także muzykiem z głęboką znajomością sztuki i rzeźbiarzem uznanym przez ówczesnych krytyków za utalentowanego.
W nazwach naukowych opisanych przez niego gatunków grzybów i innych taksonów dodawane jest jego nazwisko Sabouraud.